# Helena (Alabama)
Helena is een plaats (city) in de Amerikaanse staat Alabama, en valt bestuurlijk gezien onder Jefferson County en Shelby County.

## Demografie
Bij de volkstelling in 2000 werd het aantal inwoners vastgesteld op 10.296.
In 2006 is het aantal inwoners door het United States Census Bureau geschat op 13.863, een stijging van 3567 (34,6%).

## Geografie
Volgens het United States Census Bureau beslaat de plaats een oppervlakte van
44,3 km², waarvan 44,2 km² land en 0,1 km² water. Helena ligt op ongeveer 146 m boven zeeniveau.

## Plaatsen in de nabije omgeving
De onderstaande figuur toont de plaatsen in een straal van 24 km rond Helena.